# Zoniopoda exilipes
Zoniopoda exilipes är en insektsart som beskrevs av Bruner, L. 1906. Zoniopoda exilipes ingår i släktet Zoniopoda och familjen Romaleidae. Inga underarter finns listade i Catalogue of Life.